# هارييت مارتينو
هارييت مارتينو (بالإنجليزية: Harriet Martineau )‏ (و. 1802 – 1876 م) هي لغوية، وصحفية، واقتصادية، ومؤرخة، ومترجمة، وكاتِبة، وعالمة اجتماع، ومقالاتية، ونسوية، وناشطة حقوق المرأة من المملكة المتحدة لبريطانيا العظمى وأيرلندا، ولدت في نورتش، توفيت عن عمر يناهز 74 عاماً.
(12 يونيو 1802 - 27 يونيو 1876) هي منظرة اجتماعية بريطانية، وكاتبة لدى حزب الأحرار البريطاني، وتعتبر أول عالمة اجتماع أنثى.
كتبت مارتينو العديد من الكتب والمقالات من منظور اجتماعي شمولي ديني أسري، وما كان الأكثر جدلاً حينها هو المنظور الأنثوي. ترجمت أيضاً العديد من أعمال أوغست كونت، وكسبت ما يكفيها لأن تعيش معتمدة كلياً على كتاباتها، وهذا إنجاز نادر للمرأة في العصر الفيكتوري.
استمتعت الأميرة الصغيرة فيكتوريا بقراءة منشورات مارتينو، ودعتها إلى تتويجها عام 1838، الحدث الذي وصفته مارتينو للعديد من القراء بتفاصيل رائعة ممتعة.
قالت مارتينو عن نهجها في كتاباتها: «عندما يدرس المرء مجتمعاً، يجب أن يركز على جميع جوانبه، بما في ذلك المؤسسات السياسية والدينية والاجتماعية». آمنت بضرورة التحليل الاجتماعي الشامل من أجل فهم وضع المرأة في ظل سلطة الرجال. قالت الروائية مارغريت أوليفانت: «كانت [مارتينو]، محاضرة وسياسية بالفطرة، لربما أقل تأثراً بجنسها من أي ذكر أو أنثى من أبناء جيلها».

## النشأة
ولِدت هارييت مارتينو في «نورِتش، إنجلترا»، وهي السادسة في الترتيب بين ثمانية إخوة، وعمِل والدها (توماس) في صناعة النسيج. كان موحداً يحظى باحترام كبير، وشماس الكنيسة المثمّنة في نورِتش بدءاً من عام 1797. كانت والدة هارييت ابنة بقال يعمل في تكرير السكر.
تعود عائلة مارتينو إلى أصول فرنسية هوغونوتية يعلنون آراء توحيدية. كان من بين أعمامها الجراح فيليب ميدوز مارتينو (1752 - 1829) الذي كانت تقضي وقتاً ممتعاً عند زيارته في ملكيته القريبة «براكونديل لودج»، إضافة إلى رجل الأعمال بيتر فينش مارتينو. كانت مارتينو مقربة من أخيها جيمس، الذي أصبح فيلسوفاً وقِساً على تقاليد المنشقين الإنجليز. وفقاً للكاتبة ديانا بوسيلثوايت، كانت علاقة هارييت بوالدتها متوترة ينقصها الحب، وهذا ما ساهم في وجهات النظر التي عبّرت عنها في كتاباتها الأخيرة. ادعت مارتينو أن والدتها تخلت عنها وهي رضيعة موكلةً رعايتها إلى مرضعة.
كانت آراؤها حول الحياة الأسرية و«الملكة الطبيعية لربة المنزل» كما وضحت في كتابها «التربية المنزلية»، تنبع من افتقارها للتنشئة. على الرغم من أن علاقتهما كانت أفضل في مرحلة البلوغ، نظرت هارييت إلى والدتها على أنها تفتقر لصفات الحنان والرعاية التي عرفت أنها ضرورية للفتيات في سن مبكرة. شجعت والدتها جميع أطفالها على أن يقرأوا جيداً، ولكنها عارضت في الوقت ذاته التحذلق وإبراز الأنثى لثقافتها «بنظرة حادة تجاه لباقة الفتيات وحسن خلقهن. لم يكن من المسموح لفتياتها أن يظهرن علناً حاملات قلماً في أيديهن». على الرغم من هذا النهج المحافظ في تربية الفتيات، لم تكن مارتينو الابنة الوحيدة الناجحة أكاديميا في العائلة؛ أدارت أختها (رايتشل) أكاديمية التوحيد الخاصة بها مع الفنانة هيلاري بونام كارتر (إحدى طالباتها). طبقت والدة مارتينو السلوك الأنثوي القويم بصرامة، مجبرة ابنتها على الإمساك بإبرة الحياكة إلى جانب القلم «الخفي».
بدأت مارتينو تفقد حاستي التذوق والشم في سن مبكرة، وضعُف سمعها إلى حد كبير واضطرها ذلك لاستخدام بوق الأذن. كانت تلك بداية العديد من المشكلات الصحية في حياتها. بدأت مارتينو عام 1821 الكتابة بهوية مجهولة في «مانثلي ريبوزيتوري»، وهي مجلة توحيدية دورية، ونُشرت في عام 1823 «ممارسات تعبدية وخطب وصلوات وترانيم».
في عام 1829، أصيبت أعمال النسيج الخاصة بالعائلة بالفشل. خرجت مارتينو، التي كانت تبلغ آنذاك 27 عاماً، عن العادات التقليدية المتعلقة باللباقة الاجتماعية للأنثى لتكسب لقمة عيش أسرتها. إلى جانب أعمال الخياطة، بدأت ببيع مقالاتها لـ«مانثلي ريبوزيتوري»، وحصلت على أوسمة شرف، بما في ذلك ثلاث جوائز مقال من المؤسسة التوحيدية. ساعد عملها المنتظم لدى المجلة في شهرتها بصفتها كاتبة مستقلة موثوقة شعبية.
أول كتبها «رسوم توضيحية للاقتصاد السياسي»، وهو كتاب توضيحي يهدف لمساعدة عامة الناس على فهم أفكار آدم سميث. نُشرت الرسوم التوضيحية في شهر فبراير من عام 1832، في طبعة مؤلفة من 1500 نسخة فقط، نظراً لافتراض الناشر بأنها لن تحقق مبيعات جيدة. مع ذلك سرعان ما حققت نجاحاً كبيراً، وتفوقت لاحقاً على مبيعات أعمال تشارلز ديكنز. كانت الرسوم التوضيحية أول عمل لها يتلقى مديحاً واسع النطاق، وساهم نجاحه في نشر أفكار السوق الحرة لآدم سميث وغيره عبر الإمبراطورية البريطانية. وافقت مارتينو بعد ذلك على تأليف سلسلة مشابهة من القصص الشهرية لمدة عامين، وساهم عمل أخيها جيمس على السلسلة إلى جانبها بتسريع العمل.
قدمت في الأعمال اللاحقة دروساً توضيحية خيالية حول مجموعة من الاقتصاديين السياسيين مثل جيمس ميل، وبينثام، وريكاردو الذي ساهم بتشكيل نظرتها حول قانون الإيجار. اعتمدت مارتينو على مالتوس في تشكيل وجهة نظرتها حول ميل المجتمعات الإنسانية إلى تخطي سبل العيش الخاصة بها. مع ذلك روجت في قصص مثل «ويل وواو في غرايفلوك» إلى السيطرة على التعداد السكاني من خلال من دعاه مالتوس بمسمى «الضبط التطوعي» مثل الامتناع الجنسي والزيجات المتأخرة.

## الاقتصاد والعلوم الاجتماعية
عرضت هارييت مارتينو نظريات الاقتصاد السياسي في الرسوم «رسوم توضيحية للاقتصاد السياسي». ينظر إليها على أنها رائدة في مجال الدمج بين الخيال والاقتصاد في فترة كان «يمتلك الخيال فيها السلطة على المعرفة العاطفية، وكان الاقتصاد يمتلك فيها السلطة على المعرفة التجريبية». علاوة على ذلك، فتحت مارتينو الباب أمام النساء للدخول إلى عالم الاقتصاد. على سبيل المثال، توضح دالي لانا أنه «من خلال حمل مواضيع الاقتصاد المنزلي على الاقتصاد السياسي، تضع مارتينو النساء في مكان أكثر مركزية ضمن النظرية الاقتصادية وممارساتها. في هذا السياق، لا تصبح النساء -باعتبارهن قارئات للرسوم التوضيحية وشخصيات ذوات حكايات- جزءاً من الاقتصاد على نطاق واسع فحسب، بل أيضاً (بسبب مشاركتهن) يتشجعن على تعلم مبادئ الاقتصاد السياسي».
في وقت مبكر من عام 1831، كتبت مارتينو حول موضوع «الاقتصاد السياسي» (كما كان يُعرف حينها مجال الاقتصاد). كان هدفها هو تعميم مبادئ الرأسمالية القائمة على عدم التدخل وتوضيحها.
تعد أفكار مارتينو عن «المجتمع في أمريكا»، المنشورة عام 1837، هي الأمثلة الرئيسة عن منهجها الاجتماعي.
عرضت أفكارها في هذا المجال في كتابها «كيفية النظر إلى الآداب والأخلاق» الصادر عام 1838. اعتقدت أن بعض القوانين الاجتماعية العامة تؤثر على حياة أي مجتمع، بما فيها مبدأ التقدم، وظهور العلم على أنه المنتج الأكثر تقدماً في المسعى الفكري الإنساني، وأهمية التغيرات العددية للمجتمعات، والبيئة المادية الطبيعية.
صاغ أوغست كونت اسم علم الاجتماع ونشر شرحاً مسهباً بعنوان «مسار الفلسفة الإيجابية» عام 1839. تولت مارتينو ترجمته ونشرته في مجلدين عام 1853 بعنوان «الفلسفة الإيجابية لأوغست كونت» (ترجمتها وأوجزتها هارييت مارتينو بحرية». كان إنجازاً هاماً؛ إذ أوصى كونت بمجلداتها لطلابه بدلاً من مجلداته. يعتبر بعض الكتاب أن مارتينو أول عالمة اجتماع أنثى. ما يدعم تقديرها بهذه الصفة هو تقديمُها كونت إلى الناطقين باللغة الإنجليزية، وعناصر النهج الاجتماعي في كتاباتها الأصلية.

## وصلات خارجية
- هارييت مارتينو على موقع الموسوعة البريطانية (الإنجليزية)
- هارييت مارتينو على موقع ميوزك برينز (الإنجليزية)
- هارييت مارتينو على موقع إن إن دي بي (الإنجليزية)
- هارييت مارتينو على موقع ديسكوغز (الإنجليزية)

### الكتب
- Illustrations of taxation; 5 volumes; Charles Fox, 1834
- Illustrations of Political Economy; 9 volumes; Charles Fox, 1834
- Miscellanies; 2 volumes; Hilliard, Gray and Co., 1836
- Society in America; 3 volumes; Saunders and Otley, 1837; (reissued by مطبعة جامعة كامبريدج, 2009; (ردمك 978-1-108-00373-5)); Internet Archive
- Retrospect of Western Travel; Saunders and Otley, 1838, (Project Gutenberg Volume 1, Volume 2)
- How to Observe Morals and Manners; Charles Knight and Co, 1838; Google Books, Project Gutenberg
- Deerbrook; London, 1839; Project Gutenberg
- The Hour and the Man: An Historical Romance, 1839, Project Gutenberg
- The Playfellow (comprising The Settlers at Home, The Peasant and the Prince, Feats on the Fiord, and The Crofton Boys); Charles Knight, 1841
- Life in the Sickroom, 1844
- The Billow and the Rock, 1846
- Household Education, 1848, Project Gutenberg
- Eastern Life. Present and Past; 3 volumes; Edward Moxon, 1848
- The History of the Thirty Years' Peace, A.D. 1816–1846 (1849)
- Feats on the Fiord. A Tale of Norway; Routledge, Warne, & Routledge, 1865, Project Gutenberg
- Harriet Martineau's Autobiography. With Memorials by Maria Weston Chapman; 2 volumes; Smith, Elder & Co, 1877; Liberty Fund.
- A Complete Guide to the English Lakes; John Garnett 1855 and later editions[1]
- Atkinson, H.G. & Martineau, H.; Letters on the Laws of Man's Nature and Development; Chapman, 1851 (reissued by مطبعة جامعة كامبريدج, 2009; (ردمك 978-1-108-00415-2))
- Comte, A; Martineau, H. (tr.); The Positive Philosophy of Auguste Comte; 2 volumes; Chapman, 1853 (reissued by مطبعة جامعة كامبريدج, 2009; (ردمك 978-1-108-00118-2))

### الرسائل
A large number of letters of Harriet Martineau are held in the جامعة برمنغهام's Special Collections.
- Logan، D. A.، المحرر (2007). The Collected Letters of Harriet Martineau. London: Pickering and Chatto. ISBN:978-1-85196-804-6.

1. ↑  Martineau، Harriet (nd). A Complete Guide to the English Lakes. Windermere: John Garnett. مؤرشف من الأصل في 2017-07-15 – عبر Archive.org.